# هولیا
هولیا با نام سابق جگر زلیخا فیلمی کمدی به کارگردانی مرتضی آتش زمزم، نویسندگی مرتضی آتش زمزم و سید جلال‌الدین دری و تهیه‌کنندگی ایرج تقی‌پور و مرتضی آتش زمزم محصول سال ۱۳۹۹ است.